# Francesc Florenza i Gobern
Francesc Florenza i Gobern   (Barcelona, 30 de maig de 1912 - 16 de setembre de 2004) fou un futbolista català de les dècades de 1930 i 1940.

## Trajectòria
Fou també conegut com a Florenza II, per diferenciar-lo del seu coetani, també porter de futbol, Llàtzer Florenza. Començà la pràctica del futbol als equips inferiors del FC Gràcia, passant posteriorment al primer equip. Quan el Gràcia es fusionà amb l'CE Europa per esdevenir Catalunya FC, es trobà que Llàtzer Florenza n'era el porter titular, i per poder tenir minuts Francesc Florenza emigrà al FC Badalona. Al club riberenc es convertí en un dels porters més prometedors del moment al futbol català. Clubs com el FC Barcelona, RCD Espanyol, Reial Madrid o CE Sabadell s'interessaren per ell, però fou finalment el Reial Oviedo que aconseguí els seus serveis l'any 1933. Amb el club asturià disputà 68 partits a primera divisió durant cinc temporades, tres d'elles abans de la Guerra Civil i dues més després. Iniciada la Guerra Civil espanyola, retornà a Catalunya per defensar els colors del Girona FC i jugar diversos partits amb la selecció catalana de futbol, durant la temporada 1936-37. Acabada la Guerra, a més de l'Oviedo, jugà a CA Osasuna i Cultural Leonesa.
La temporada 1945-46 fou entrenador del CA Osasuna.